# Perforatella
Perforatella är ett släkte av snäckor som beskrevs av Andreas Schlüter 1838. Perforatella ingår i familjen hedsnäckor.
Släktet innehåller bara arten Perforatella bidentata.